# Version 7.0: The Street Scriptures
Version 7.0: The Street Scriptures è il quinto album del rapper statunitense Guru, pubblicato nel 2005.
Il disco omaggia New York City: quando Guru – ancora tra i migliori parolieri del gioco – cala d'intensità, gli ospiti dell'album risollevano il ritmo.
| Recensione | Giudizio |
| ---------- | -------- |
| AllMusic   | [ 1 ]    |
| RapReviews | [ 2 ]    |

## Tracce
1. No Time – 3:12
2. False Prophets – 3:07
3. Step in the Arena 2 (I'm Sayin') (feat. Doo Wop) – 2:35
4. Don Status (feat. Styles P) – 2:52
5. Hood Dreamin – 2:16
6. Cave In – 1:58
7. Surviving the Game – 2:33
8. Hall of Fame – 3:51
9. Talk to Me (feat. Jaguar Wright) – 4:11
10. Too Dark See – 3:09
11. Power, Money and Influence (feat. Jean Grae & Talib Kweli) – 4:12
12. Kingpin – 3:07
13. Fa Keeps – 3:26
14. Real Life (feat. B-Real) – 2:47
15. Feed the Hungry – 3:04
16. Talkin' Loud and Frontin' – 2:53
17. Open House – 3:04
18. I Gotta... – 2:47
19. What's My Life Like? – 4:27

## Classifiche settimanali
| Classifica (2005)         | Posizione massima |
| ------------------------- | ----------------- |
| US Independent Albums     | 24                |
| US Top R&B/Hip-Hop Albums | 54                |